# Kärleksland
Kärleksland är den svenska sångerskan Kayos andra soloalbum, utgivet 1993. Albumet utgavs på LP, CD och kassett. Singeln "Om natten" nådde plats 13 på Sverigetopplistan.

## Låtlista
Sida A
1. Träffar du nån annan (träffar du mig aldrig mer)
2. Han skall bli min man
3. Om natten
4. Torka dina tårar
5. Sommar

Sida B
1. Kärleksland
2. Stjärnljus
3. Vart du än går – duett med Orup
4. Finns det nån därute
5. Alla vill till himlen